# Анастасіївська
Анастасіївська — станиця в Слов'янському районі Краснодарського краю. Центр Анастасіївського сільського поселення.
Населення — 11 061 мешканців (2002).

## Географія
Анастасіївська розташована в дельті Кубані, за 16 км південно-західніше Слов'янська-на-Кубані, де розташована найближча залізнична станція. Станиця оточена рисовими чеками.

## Адміністративний устрій
До складу Анастасіївського сільського поселення крім станиці Анастасіївська входять також:
- х. Прикубанський (450 чол.)
- х. Урма (65 чол.)
- х. Ханьків (1 550 чол.)
- х. Ханьків-2 (150 чол.)

Населення всього 12 083 мешканців.

## Відомі люди
- Бринь Леонід Артемович
- Шустенко Олег Михайлович (1945) — Генерал-полковник. Командувач військами Північного оперативного командування (2000–2005).
- Іванис Василь Миколайович (1888–1974) — економіст, інженер-технолог, історик, педагог, політичний та громадський діяч Кубані. Дійсний член Наукового товариства імені Шевченка, член Українського історичного товариства, Української вільної академії наук (УВАН).